# El Vol del Pollastre

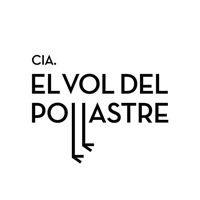
Logo de la compañía

El Vol del Pollastre es una compañía de teatro de Bañolas (Gerona), nacida el diciembre de 2009. Han sido los responsables del espectáculo promocional del carnaval de Bañolas de los años 2010, 2011, 2012 y 2013, la 4a Feria del Mundo del Fuego celebrada en Bañolas el 2014, así como otros espectáculos de pequeño formato vinculados a eventos culturales de la ciudad de Bañolas.

## Obras de gran formato
El 2011 estrenan su primera obra de gran formato en el Teatro Municipal de Bañolas. Júlia?, bajo la dirección de Clàudia Cedó, es una obra de creación propia inspirada en el 1984 de George Orwell que definen com una tragicomedia sobre las redes sociales. El 2013 estrenan De petits tots matàvem formigues de nuevo con dirección de Clàudia Cedó, en la Factoria d'Arts Escèniques. Esta segunda obra, también de creación propia, es un western con toques de cine negro. Ambas obras se han representado también en Gerona: Júlia? en Centre Cultural la Mercè y De petits tots matàvem formigues en la Sala La Planeta.

## Premios
- Primer premio (Cataluña) por De petits tots matàvem formigues. 11os Premios Buero de Teatro Joven. 2014.[14][15]
- Mejor escenografía (Cataluña) por De petits tots matàvem formigues. 11os Premios Buero de Teatro Joven. 2014.[15]